# Синопская бухта
Сино́пская бу́хта — естественная гавань на черноморском побережье Турции. Расположена в западной части Синопского залива. Бухта защищена от холодных и штормовых северных ветров возвышенным полуостровом Бозтепе.
На берегу бухты древнегреческие колонисты основали город Синоп, который в 1224 году был захвачен турками-сельджуками. С тех пор бухта превратилась в главную базу черноморского флота Османской империи, а затем и Турецкой Республики. Бухта вошла в историю после того как 18 (30) ноября 1853 года в ней произошло знаменитое Синопское сражение: несмотря на прикрытие береговых батарей и угрозу со стороны англо-французского альянса, российский флот под командованием вице-адмирала Нахимова сумел войти в бухту и разгромить османский флот.